# Ortofotomapa
Un ortofotomapa és un document cartogràfic obtingut per la unió de fotografies aèries verticals rectificades a escala uniforme gràcies a la correcció de les deformacions perspectives de la imatge fotogràfica i ajustades a una xarxa geodèsica, al qual s'hi afegeix informació cartogràfica com la toponímia, les cotes, les coordenades geogràfiques, dades marginals i altres símbols. 

L'ortofotomapa és un document cartogràfic que s'empra en geografia, topografia, urbanisme, arquitectura, geologia i altres ciències, amb finalitats de planificació i estudi. 

La paraula ortofotomapa prové de la unió dels mots ortofoto i mapa, formada pels components:

orto-: del grec orthos (ὸρθός), que significa “correcte, exacte” 

foto-: del grec φῶς, φωτός, que significa “llum, exposició lluminosa”

mapa: substantiu comú de la llengua que identifica les cartes geogràfiques.

Tot i que sol ser un document resultat de la unió d'un mosaic d'ortofotos, pot estar constituït també per una sola imatge.

## Ortofoto
L'ortofoto és doncs el document obtingut d'imatges aèries restituïdes segons una projecció ortogonal, les quals es prenen des de l'aire (des d'una aeronau amb una càmera fotogramètrica d'alta precisió o des d'un satèl·lit mitjançant la teledetecció).
L'ortofoto combina les característiques de detall d'una fotografia aèria amb les propietats geomètriques d'un pla, i a diferència de la fotografia convencional representa la realitat sense deformacions, sent una representació acurada de la superfície de la terra. Al mostrar el territori a escala igual permet fer-hi mesures exactes.
La diferència entre una ortofoto (o un mosaic d'ortofotos) i l'ortofotomapa és a vegades difícil de definir, ja que rau principalment en el grau de millora cartogràfica de la imatge fotomètrica i en un tractament cartogràfic més ampli: l'ortofotomapa conté informació cartogràfica addicional.
Les ortofotos són emprades comunament pels Sistemes d'Informació Geogràfica, i també per instituts i agències cartogràfiques com a base per l'elaboració de nous mapes.

### Ortoimatge
A vegades ens podem trobar també amb l'ús del mot ortoimatge per referir-se a una ortofoto o inclús a un ortofotomapa. Tot i que són conceptes que moltes vegades s'empren de manera indistinta, l'ortoimatge s'associa a imatges de teledetecció preses des de satèl·lit, mentre que l'ortofoto es refereix a les imatges preses amb càmera fotogràfica des d'una aeronau. Aquesta doble terminologia, i la manca de precisió en el seu ús, són degudes al fet que es tracta de conceptes relativament nous i a vegades mancats d'una normalització, sent els termes emprats de forma ambigua.

## Ortorectificació
El procés pel qual s'obté la correcció de la fotografia aèria s'anomena ortorectificació, i elimina les deformacions de les lents fotogràfiques, els efectes de la perspectiva i la deformació del relleu.
La fotografia aèria s'obté amb una càmera de gran format muntada de manera que l'aparell apunta en angle recte a la superfície terrestre per tal de capturar les imatges durant les línies de vol. Les fotos es tracten per parelles per determinar la diferència relativa pel que fa a l'elevació, gràcies al fet que cada fotografia se superposa a l'anterior. Aquesta superposició permet la visualització d'un model estereoscòpic, el qual es tracta d'un model tridimensional d'elevació del terreny.
Així, el procés d'ortorectificació es basa en una correcció punt per punt de les deformacions d'escala i relleu resultants.
Aquest procés ha variat al llarg dels anys, amb la innovació d'incorporacions tècniques i metodològiques.
Actualment les ortofotos es creen mitjançant l'escaneig de fotografies aèries per produir una imatge digital ràster (de trama), dividint la imatge en píxels molt petits i de la mateixa mida.
La correcció geomètrica requereix el càlcul de la distorsió a cada punt, i la modificació de la imatge a la localització correcta. La fotografia digital es registra quan cada píxel es col·loca en la seva posició geogràfica precisa, gràcies a l'aplicació del model d'elevacions del terreny, i les dades d'orientació de la fotografia i de calibratge de la càmera.
En el mètode fotogramètric es combinen mesures estudiades sobre el terreny amb les mesures preses en les imatges aèries per tal de proporcionar posicions precises i coordenades de localització ortogràficament correctes.

## Història

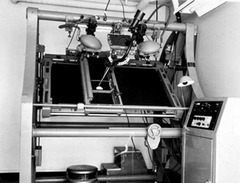
Ortofotoscopi T-64, que va ser utilitzat per a l'elaboració dels primers ortofotomapes al US Geological Service

Tot i que es considera que la metodologia de l'ortofotocorrecció es desenvolupa a mitjans dels anys 1960, els primers instruments dissenyats per produir ortofotografia van dur-se a terme per part de Lacmann a Alemanya i per Ferber a França, al voltant dels anys 1930.
Les màquines construïdes sobre la base del disseny de Ferber van ser provades pel “Service Géographique de l'Armée” i pel Servei Cadastral Francès. Però ambdues institucions optaren finalment per no emprar l'ortofotografia i aquesta quedà oblidada fins al 1955.
L'any 1955 Russell Bean, de la branca topogràfica del U.S Geological Survey (Servei Geològic dels Estats Units) va idear el seu ortofotoscopi, el qual havia de ser emprat en el camp de la geologia. El U.S Geological Survey, la major agència topogràfica dels Estats Units, produí models successius del disseny de Bean (l'U-60, el T-61, etc.), culminant el 1964 amb el model T-64, que va ser produït en sèrie per la Kelsh Instrument Company i venut a Canada, Grècia i al mateix U.S Geological Survey.
Al llarg dels anys següents països com Rússia, Alemanya i França incorporen el model introduint-li millores a través de modificacions en el disseny original.

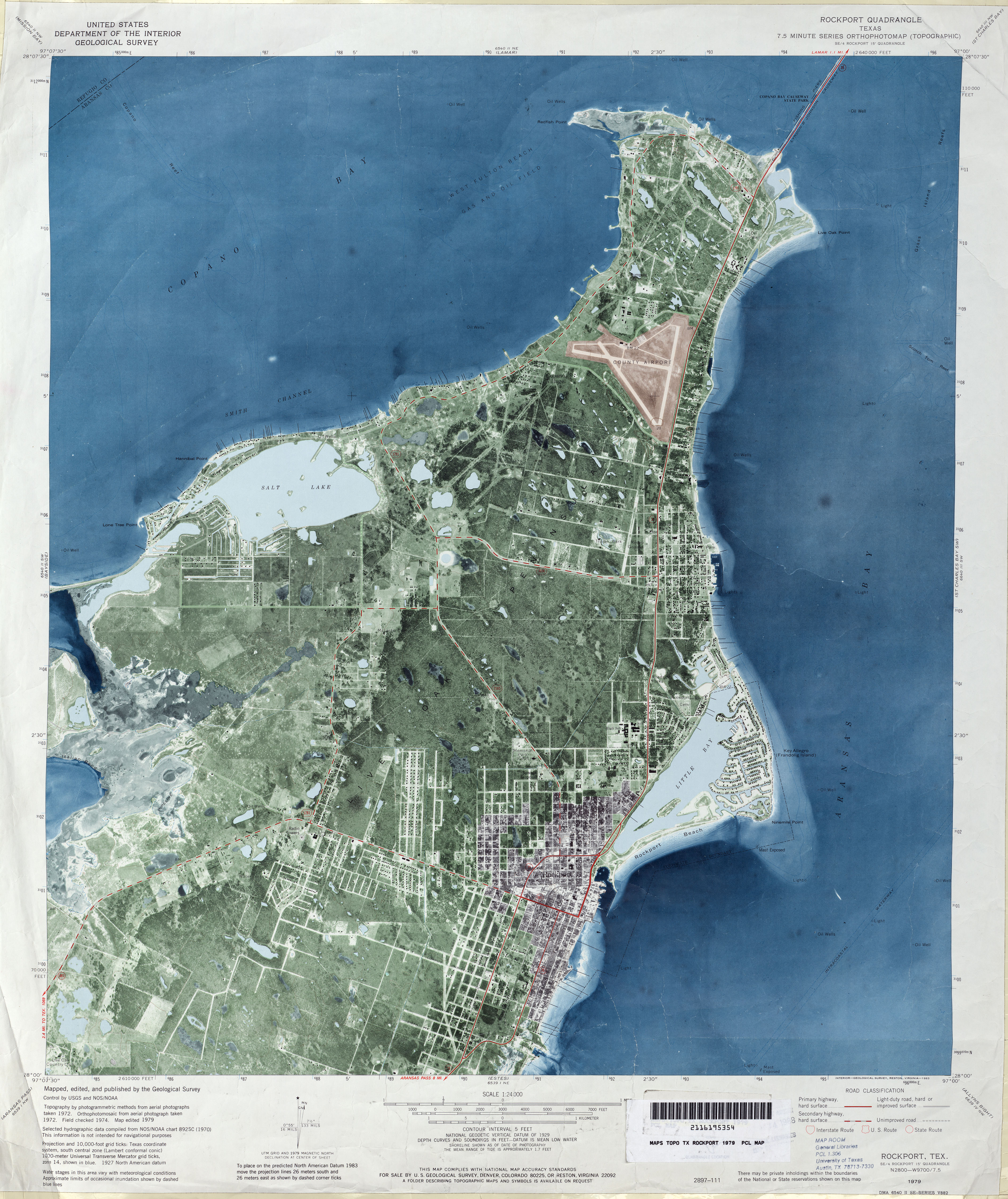
Ortofotomapa del quadrangle de Rosckport, Texas, EUA. Editat el 1974 pel US Geological Survey a partir d'un ortofotomosaic de fotografies preses el 1972.

Però és el Western Mapping Center, del U.S Geological Survey (a Califòrnia), qui comença a elaborar el primer ortofotomapa l'any 1965, així com el qui inicia la producció sistemàtica d'ortofotografies.
Aquest primer ortofotomapa, publicat l'any 1968, és el “Washington west (F) quadrangle, District of Columbia—Maryland—Virginia, 2.5 x 3.75 minute series orthophotomap”.
A Europa la sèrie d'ortofotomapes més antiga és el “Mapa Econòmic de Suècia”, publicat entre el 1969 i el 1971 i produït pel Rikets Allmanna Kartverk (R.A.K). Aquesta sèrie cartogràfica s'inicià l'any 1937 amb la creació de fotomosaics, i ja el 1966 incorporà el mecanisme de l'ortofotometria.
El primer ortofotomapa de Catalunya data de l'any 1985, i és el corresponent al full 253 (Organyà) de la sèrie de 85 fulls de l'Ortofotomapa de Catalunya 1:25.000, realitzat en el marc d'un conveni de col·laboració entre l'Institut Cartogràfic de Catalunya i el Departament d'Economia i Finances de la Generalitat de Catalunya.
La producció d'ortofotografies mitjançant un procés analògic s'allarga fins als anys 1980, quan el U.S Geological Survey elabora un mètode digital basat en algoritmes, per produir ortofotos de manera més fàcil i a un ritme més ràpid. L'any 1986, amb millores en la computació informàtica, el West Mapping Center va poder desenvolupar aquest nou sistema de producció d'ortofotomapes digital (el DOG: digital orthophoto quadrangle).
La producció a gran escala d'ortofotomapes elaborats mitjançant aquest sistema començà el 1991 per part del mateix West Mapping Center.

## Cartografia ortofotogràfica i d'ortoimatge de Catalunya

### Cartografia impresa
Catàleg de l'Institut Cartogràfic de Catalunya
| Títol                                                    | versió i any                                          |
| -------------------------------------------------------- | ----------------------------------------------------- |
| Mapa d'imatge satèl·lit de Catalunya 1:500 000           | versió 1: 1987                                        |
|                                                          | versió 2: 1991 (fals color simulant color real)       |
|                                                          | versió 3: 1992 (fals color destacant infraroig)       |
| Mapa de Catalunya en fals color 1:450 000                | versió 1: 1984                                        |
| Mapa d'imatge satèl·lit dels Pirineus 1:400 000          | versió 1: 1988                                        |
| Mapa d'imatge satèl·lit de Catalunya 1:250 000           | versió 1: 1987                                        |
|                                                          | versió 2: 1989                                        |
|                                                          | versió 3: 1992                                        |
|                                                          | versió 4: 2005                                        |
| Mapa de radar de Catalunya 1:250 000                     | versió 1: 1995                                        |
| Mapa en relleu d'imatge satèl·lit de Catalunya 1:250 000 | versió 1: 1992                                        |
| Mapa de Catalunya d'imatge satèl·lit 1:100 000           | versió 1: 1985-87 (27 fulls de sèrie i 5 d'especials) |
| Ortoimatge de la Regió I 1:100 000                       | versió 1: 1991                                        |
| Ortoimatge de Catalunya 1:100 000                        | versió 1: 1991 (en relleu, 8 fulls)                   |
| Ortofotomapa de Catalunya 1:50 000                       | versió 1: 1987-89 (blanc i negre, 85 fulls)           |
|                                                          | versió 2: 1988 (color, Barcelona i el seu entorn)     |
| Ortofotomapa de Catalunya 1:25 000                       | Prova pilot: 1985 (format 1:50 000, full d'Organyà)   |
| Ortofotomapa de Catalunya 1:25 000                       | versió 1: 1992 (blanc i negre, 304 fulls)             |
|                                                          | versió 2: 1994 (color, 304 fulls)                     |
|                                                          | versió 3: 2000 (sortida de plòter)                    |
|                                                          | versió 4: 2001-3 (sortida de plòter)                  |
| Ortofotomapa de Catalunya 1:5 000                        | versió 1: 1985-92 (blanc i negre, 6.331 fulls)        |
|                                                          | versió 2: 1996-2001 (sortida de plòter)               |
|                                                          | versió 3: 2002-4 (sortida de plòter)                  |
|                                                          | versió 4: 2005 (sortida de plòter)                    |
| Ortofotomapa comarcal de Catalunya 1:50 000              | versió 1: 2007                                        |

### Cartografia en format digital
Catàleg de l'Institut Cartogràfic de Catalunya
| Títol                                 | versió i any                        |
| ------------------------------------- | ----------------------------------- |
| Ortoimatge de Catalunya 1:5 000       | versió 1: 1985-92 (blanc i negre)   |
|                                       | versió 2: 1996-2001 (blanc i negre) |
|                                       | versió 3: 2002-4 (color)            |
|                                       | versió 4: 2005 (color)              |
| Ortoimatge de Catalunya 1:25 000      | versió 1: 1992 (color)              |
|                                       | versió 2: 1994 (color)              |
|                                       | versió 3: 2000 (color)              |
|                                       | versió 4: 2001-3 (color)            |
| Ortoimatge de Catalunya 1: 2 500      |                                     |
| Ortoimatge de Catalunya per comarques | versió 1: 2006                      |